# Tehaleh
Tehaleh (korábban Cascadia) az Amerikai Egyesült Államok északnyugati részén, Washington állam Pierce megyéjében elhelyezkedő önkormányzat nélküli település.
Az infrastruktúra kiépítése 2005-ben kezdődött 20 éves határidővel. A település tervezője Patrick Kuo, aki a területet 1991-ben vásárolta meg; a projekt részeként 6500 lakás, kereskedelmi körzet, iparnegyed, iskolák és parkok épültek volna. A kivitelezés 2008-ban leállt; a finanszírozó HomeStreet Bank a terület egy részét később más befektetőknek értékesítette.
A The Post a település közösségi létesítménye és látogatóközpontja.

## Történet
2009 októberében a település kialakításáért felelős Cascadia Project LLC csődvédelmet kért. A határidő lejártáig csak egy iskola és a közúti infrastruktúra egy része készült el. A finanszírozó HomeStreet Bank 2010. szeptember 24-én árverést tartott, azonban licitálók hiányában a tulajdonjog a banké lett.
2011-ben a Newland Communities és a North American Sekisui House 49 millió dollárért az eredeti kétezer hektáros területből 1700 hektárt vásárolt meg, ahol 25 éven belül 4900 lakás és 370 ezer négyzetméter kereskedelmi terület kialakítását vállalták. A Tehaleh név a „highlands” (felföld) és „the land above” (a magasabban fekvő terület) kifejezések összevonásából keletkezett, mivel a település fekvése miatt áradások és vulkánkitörések ellen védett. Az első tíz lakóházat 2012. szeptember 26-án adták át.
A területfejlesztési projekt részét képezi a Gyermekek hídja, melyen a Rainier-hegy kitörése esetén az alacsonyabban fekvő Orting lakói a magasabban fekvő területekre menekülhetnek.

## Oktatás
A város két általános iskolájának (Donald Eismann Elementary és Tehaleh Heights Elementary School) fenntartója a Sumneri Tankerület.

## Fordítás
- Ez a szócikk részben vagy egészben  a   Tehaleh, Washington című angol Wikipédia-szócikk ezen változatának fordításán alapul.  Az eredeti cikk szerkesztőit annak laptörténete sorolja fel. Ez a jelzés csupán a megfogalmazás eredetét és a szerzői jogokat jelzi, nem szolgál a cikkben szereplő információk forrásmegjelöléseként.